# Interstellares Objekt

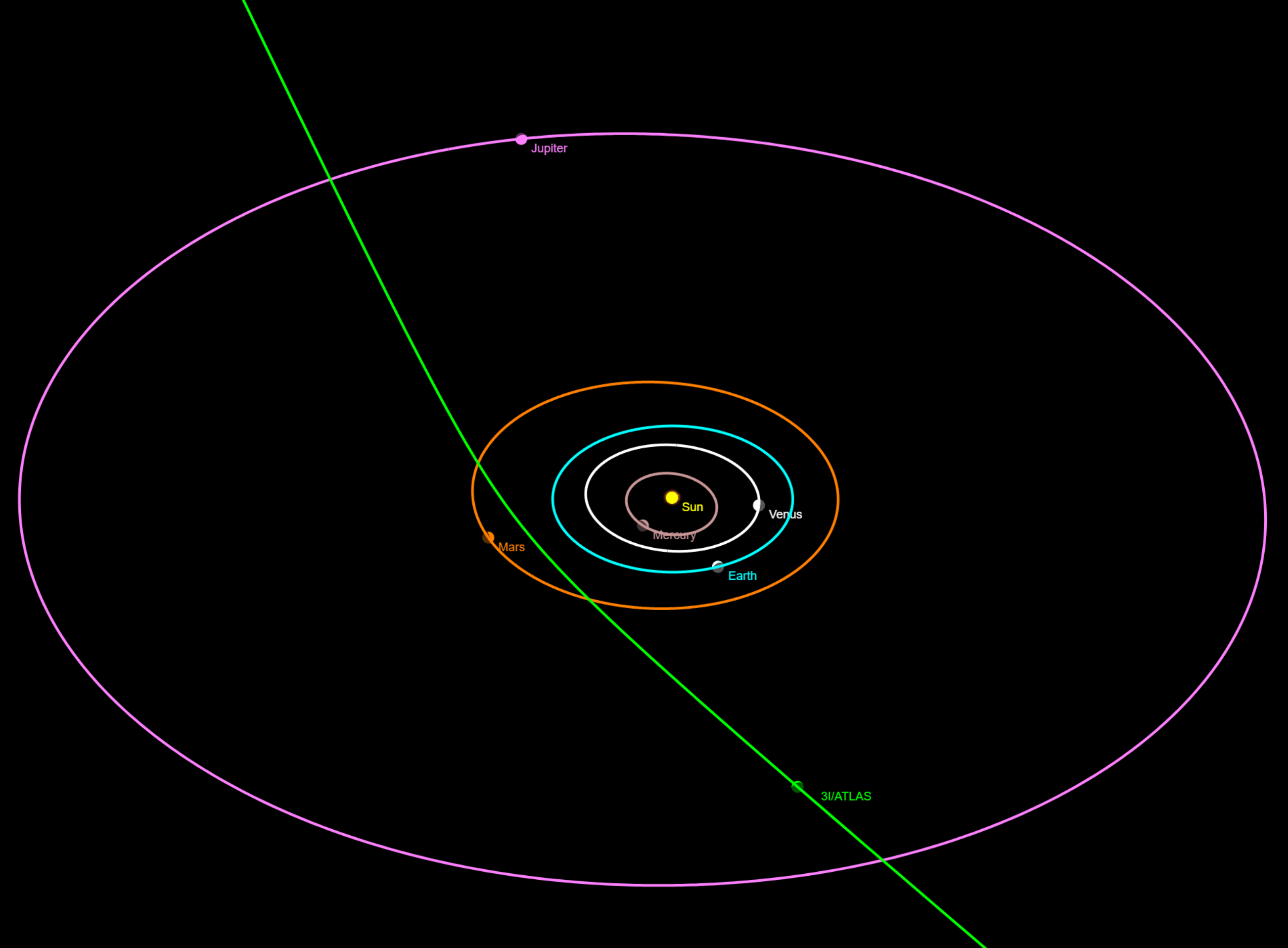
Bahn des interstellaren Kometen 3I/ATLAS durch das Sonnensystem (von rechts unten nach links oben)

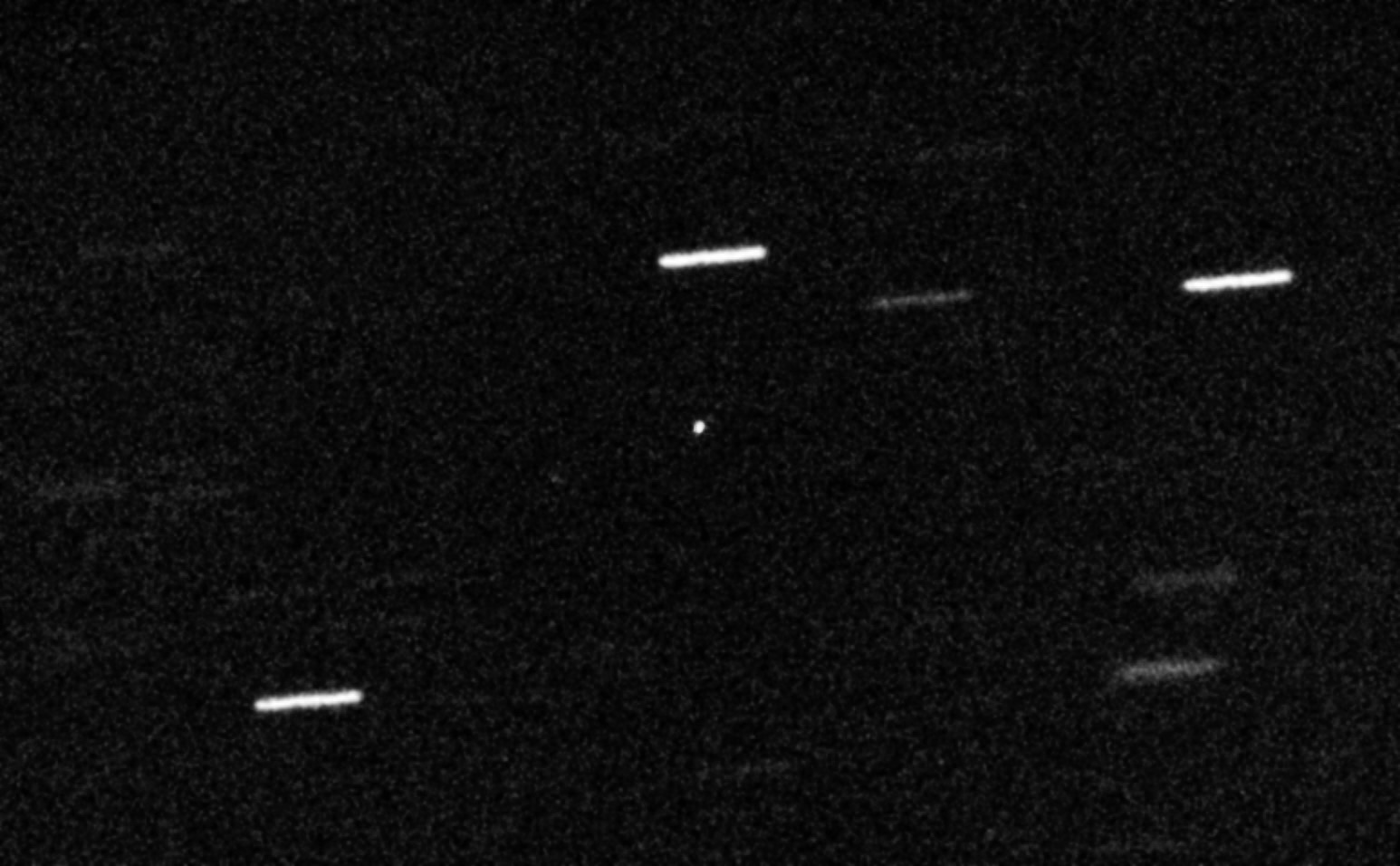
Aufnahme von 1I/ʻOumuamua (Punkt in der Bildmitte) mit dem William-Herschel-Teleskop.

Ein interstellares Objekt (lateinisch inter stellas ‚zwischen den Sternen‘) ist ein astronomisches Objekt, das sich im interstellaren Raum befindet und gravitativ nicht an einen Stern bzw. Braunen Zwerg gebunden ist. Viele dieser Objekte fliegen alleine auf einer geraden Bahn durch das Universum und werden nie (wieder) in die Nähe von Sternen kommen. Falls sie doch einmal vorübergehend in der Nähe eines Sterns vorbeiziehen, fliegen sie in der Regel eine hyperbolische Bahn (d. h. eine Bahn mit einer Exzentrizität größer 1) und verlassen dessen Sternsystem wieder. Nur sehr selten wird das Objekt von diesem Stern „eingefangen“ und verbleibt als Teil von dessen System.
Viele interstellare Objekte entstammen einem Sternsystem bzw. Protosternsystem und sind dort ursprünglich genau so entstanden wie andere typische Planeten, Asteroiden etc. Eines Tages haben sie allerdings ihr Heimatsystem verlassen, was verschiedene Gründe haben kann, zum Beispiel können sie aufgrund eines nah vorbeifliegenden, massereicheren Objekts herausgeschleudert worden sein. Interstellare Objekte können aber auch im interstellaren Raum unabhängig von einem Sternsystem entstanden sein, zum Beispiel durch die Kollision zweier Himmelskörper dort. Objekte, die im interstellaren Raum so wie ein Stern entstanden sind und sich nur aufgrund ihrer geringen Größe und damit fehlenden Kernfusion von Sternen bzw. Braunen Zwergen unterscheiden, die so genannten Sub-Brown Dwarfs, zählt man in der Regel nicht zu den interstellaren Objekten.
Nach ihrer Form unterschieden werden größere, weitestgehend runde bzw. ellipsoide interstellare Objekte planetarer Masse, von denen bereits viele dutzend entdeckt wurden, von kleineren unregelmäßig geformten Objekten (analog Kleinkörpern oder noch kleiner), welche mit der derzeitigen Technik im interstellaren Raum noch nicht beobachtet werden können. Ein so kleines interstellares Objekt kann bisher nur erkannt werden, wenn es unser Sonnensystem durchfliegt. Im Sonnensystem wurden bisher drei interstellare Objekte beim Durchflug beobachtet: 1I/ʻOumuamua (2017), 2I/Borisov (2019/2020) und 3I/ATLAS (2025). Einige Asteroiden und Kometen im Sonnensystem sind zudem ehemalige interstellare Objekte. Es wird geschätzt, dass jedes Jahr mehrere interstellare Objekte das Sonnensystem innerhalb des Erdorbit durchqueren und jeden Tag etwa 10.000 innerhalb des Orbit des Neptun. Andersherum produziert auch das Sonnensystem selbst regelmäßig interstellare Objekte durch den Auswurf von Objekten. Ein Sonderfall derselben sind künstliche, durch den Menschen geschaffene interstellare Objekte. Zum ersten solchen wurde die Raumsonde Voyager 1 mit ihrem Verlassen des Sonnensystems 2012.

## Beispiele
Vor dem Jahr 2025 wurden zwei interstellare Objekte in unserem Sonnensystem nachgewiesen. Das erste, im Oktober 2017 entdeckte interstellare Objekt war 1I/ʻOumuamua, früher C/2017 U1 und A/2017 U1 genannt. Die Bahn hat eine numerische Exzentrizität von etwa 1,20. ʻOumuamua wurde erst nach seinem Periheldurchgang entdeckt und war daher nur für einige wenige Wochen beobachtbar.
Im Jahr 2019 wurde der Komet 2I/Borisov entdeckt, dessen hyperbolische Bahn eine Exzentrizität von etwa 3,4 hat. Borisov wurde schon auf seinem Weg zur Sonne hin entdeckt. Da er außerdem größer und aktiver war als ʻOumuamua, erhoffte man sich mehr wissenschaftliche Informationen von den Beobachtungen. Verschiedene Teleskope ermittelten Eigenschaften des Kometen. Er wurde bis Juli 2020 nachverfolgt.
Jüngste Forschungen deuten darauf hin, dass der Asteroid (514107) Kaʻepaokaʻawela ein ehemaliges interstellares Objekt sein könnte, das vor etwa 4,5 Milliarden Jahren erfasst wurde, wie seine ko-orbitale Bewegung mit Jupiter und seine retrograde Umlaufbahn um die Sonne zeigen. Ein Forscherteam unter der Leitung von Coryn Bailer-Jones konnte die Flugbahn auf bis zu 6,3 Millionen Jahre zurückverfolgen. Ebenfalls wahrscheinlich ehemalige interstellare Objekte sind bspw. 96P/Machholz 1, C/1996 B2 (Hyakutake) und C/2018 V1 (Machholz–Fujikawa–Iwamoto).
Im April 2022 wurden Forschungsergebnisse veröffentlicht, nach denen im Januar 2014 ein mutmaßliches interstellares Objekt, CNEOS 2014-01-08, nordöstlich von Papua-Neuguinea als Meteor in den Pazifik gestürzt ist.
Im Juli 2025 wurde vom Asteroid Terrestrial-impact Last Alert System (ATLAS) ein möglicher Kandidat für ein drittes interstellares Objekt in unserem Sonnensystem entdeckt. Es erhielt automatisch die vorläufige Kennung A11pl3Z. Offiziell wurde es 3I/ATLAS = C/2025 N1 (ATLAS) benannt und als interstellares Objekt deklariert.

## Theorien zur Entstehung
Interstellare Objekte sind wahrscheinlich Planetesimale, die als Nebenprodukt bei der Stern- und Planetenentstehung entstanden sind und zu einem späteren Zeitpunkt ihren Heimatstern verlassen haben. Es gibt eine Reihe von Prozessen, die dazu führen können, dass Planetesimale aus dem Heimatsystem katapultiert werden. Es ist möglich, dass Objekte, die einen Stern umkreisen, durch die Interaktion mit einem dritten massiven Körper ausgestoßen werden und so zu interstellaren Objekten werden.
Ein solcher Prozess fand Anfang der 1980er Jahre statt, als der Komet C/1980 E1, ursprünglich gravitativ an die Sonne gebunden, in der Nähe von Jupiter vorbeiflog und ausreichend beschleunigt wurde, um die Fluchtgeschwindigkeit aus dem Sonnensystem zu erreichen. Dies änderte seine Umlaufbahn von elliptisch zu hyperbolisch und machte ihn zum exzentrischsten bekannten Objekt der damaligen Zeit, mit einer Exzentrizität von 1,057. Es steuert nun auf den interstellaren Raum zu.

## Menschengemachte interstellare Objekte
Die in den 1970er Jahren gestarteten Raumsonden Pioneer 10, Pioneer 11, Voyager 1 und Voyager 2 befinden sich auf hyperbolischen Bahnen und werden nie zu unserem Sonnensystem zurückkehren. Sie erreichten jeweils die dritte kosmische Geschwindigkeit ({\displaystyle v_{3}}) durch Swing-by-Manöver an Jupiter und Saturn.
Die 2006 gestartete Sonde New Horizons wurde direkt in eine Hyperbelbahn gestartet und führte zusätzlich ein Swing-by-Manöver an Jupiter aus, um die Flugzeit zum primären Missionsziel Pluto zu verkürzen. Sie wird ebenfalls, etwa 2043, in den interstellaren Raum eintreten.